# Rudolf Jestaedt
Rudolf Jestaedt (* 27. April 1921 in Fulda; † 27. März 2012 in Bonn-Bad Godesberg) war ein deutscher Diplomat, der unter anderem Botschafter in Dänemark war.

## Leben
Nach dem Abitur studierte Jestaedt Rechtswissenschaften an der Johannes Gutenberg-Universität Mainz und wurde dort am 17. Dezember 1948 mit einer Dissertation zum Thema Das Reichskonkordat vom 20. Juli 1933 in der nationalsozialistischen Staats- und Verwaltungspraxis unter besonderer Berücksichtigung des Artikels 1 zum Dr. jur. promoviert. 
Im Jahr 1952 trat Jestaedt in den Auswärtigen Dienst ein und fand Verwendung an den Auslandsvertretungen in Belgrad, Lissabon, Moskau und Antwerpen sowie in der Zentrale des Auswärtigen Amtes in Bonn. Im April 1964 nahm er als Legationsrat Erster Klasse neben Kurt Luedde-Neurath, dem damaligen Leiter des Referats für den Ostblock im Auswärtigen Amt, Dedo von Schenck, Gisela Rheker und Renate Finke-Osiander an Gespräche über die Aufnahme von diplomatischen Beziehungen mit der Tschechoslowakei teil. Am 31. August 1966 wurde er zum Vortragenden Legationsrat befördert und zugleich zum stellvertretenden Leiter des Referats für Gesandtschafts- und Konsularrecht, Wiedergutmachung, Verkehrsrecht und Beamtenrecht im Auswärtigen Amt ernannt.
Am 31. August 1972 wurde er mit dem Titel eines Großoffiziers des Orden des Infanten Dom Henrique geehrt. 1977 war er als Vortragender Legationsrat Erster Klasse Leiter des Referats für Arbeits- und Sozialrecht, Aussiedlung Deutscher und Volksdeutscher sowie Flüchtlingswesen im Auswärtigen Amt.
Zuletzt erhielt Jestaedt 1981 als Nachfolger von Harald Hofmann seine Akkreditierung als Botschafter der Bundesrepublik Deutschland in Dänemark. Dort war er in Kopenhagen bis zu seinem Eintritt in den Ruhestand 1986 tätig und wurde anschließend von Helmut Redies auf diesem Posten abgelöst.
Rudolf Jestaedt, der 1952 Elvira Hillenbrand geheiratet hat, hatte neun Kinder.